# متیو لارنس
متیو لارنس (انگلیسی: Matthew Lawrence؛ زاده ۱۱ فوریه ۱۹۸۰) بازیگر آمریکایی است.
از فیلم‌های معروف او می‌توان به بازی در خانم داوت‌فایر، تنها کاری که می‌خواهم انجام دهم و دختران داغ اشاره کرد.